# Вольцоген, Ганс фон
Барон Ганс Пауль фон Вольцо́ген (нем. Hans Paul Freiherr von Wolzogen; 13 ноября 1848, Потсдам — 2 июня 1938, Байройт) — немецкий музыкальный писатель, либреттист. Известен благодаря своим работам о жизни и творчестве Рихарда Вагнера.

## Биография и творчество
Сын Альфреда фон Вольцогена, директора придворного театра в Шверине. Воспитанием Вольцогена занимались родственники К. Ф. Шинкеля, деда Ганса по материнской линии. Систематического музыкального образования не получил. В 1868—1870 гг. изучал сравнительную филологию, мифологию и историю в Берлине.
Первую статью о творчестве Вагнера написал в 1870 г. в качестве отклика на берлинскую постановку «Мейстерзингеров». В 1871—1873 гг. сотрудничал с газетой Musikalisches Wochenblatt. В 1875 г., во время репетиций «Кольца нибелунга», лично познакомился с Вагнером. К первой постановке тетралогии в Байройте (1876) была приурочена его книга «Thematischer Leitfaden durch die Musik zu Richard Wagners Festspiel ‘Der Ring des Nibelungen’» — первый каталог тем («лейтмотивов») «Кольца нибелунга». Затем последовали путеводители и по другим музыкальным драмам, включая «Парсифаля» (1882). В 1878 г. Вольцоген основал посвящённый Байройтскому фестивалю журнал Bayreuther Blätter, редактором которого состоял на протяжении 60 лет, до своей смерти.
В конце XIX — начале XX вв. создал ряд пьес, выступал в качестве либреттиста (главным образом комических опер). Некоторые из его либретто (Das Schloss der Herzen, Saint Foix, Münchhausen, Augustin) были использованы композитором Гансом Зоммером; наиболее успешной работой стало либретто оперы Flauto solo, которое было положено на музыку Эженом Д’Альбером (1905 г.).
Несмотря на критику его метода (присваивания имён лейтмотивам), которая продолжается до сих пор, работы Вольцогена получили широкое распространение и по сей день востребованы любителями музыки Вагнера. Путеводители Вольцогена по операм Вагнера неоднократно переиздавались.

## Избранные работы
- Poetische Lautsymbolik: psychische Wirkungen der Sprachlaute im Stabreime aus R. Wagner’s ‘Ring des Nibelungen’. Leipzig, 1876.
- Thematischer Leitfaden durch die Musik zu Richard Wagners Festspiel ‘Der Ring des Nibelungen’. Leipzig, 1876.
- Thematischer Leitfaden durch die Musik zu R. Wagner’s 'Tristan und Isolde'. Leipzig, 1880.
- Thematischer Leitfaden durch die Musik zu R. Wagner’s 'Parsifal'. Leipzig, 1882.
- Erinnerungen an Richard Wagner. Vienna, 1883, 2. Aufl. 1891.
- Wagneriana: gesammelte Aufsätze über R. Wagner’s Werke vom Ring bis zum Gral. Leipzig, 1888.
- Richard Wagner und die Tierwelt: auch eine Biographie. Leipzig, 1890.